# Schyngghys Rakparow
Schyngghys Rakparow (kasachisch Шыңғыс Ракпаров; russisch Чингиз Русланович Ракпаров / Tschingis Ruslanowitsch Rakparow; englisch Chingiz Rakparov; * 5. Juli 1995 in Almaty) ist ein kasachischer nordischer Kombinierer.

## Werdegang
Rakparow gab sein internationales Debüt zunächst im FIS Cup der Spezialspringer, als er am 27. Juli 2013 von der Skalite-Normalschanze in Szczyrk den 91. Platz belegte. Nachdem er auch im weiteren Saisonverlauf keinen Anschluss gefunden hatte, wechselte er zur Nordischen Kombination. So debütierte er Ende Februar 2014 am Wettkampfwochenende in Eisenerz im Continental Cup, wo er allerdings mit neun oder mehr Minuten Rückstand nur die hintersten Ränge erreichte. Auch bei den Nordischen Junioren-Skiweltmeisterschaften 2015 in Almaty kam er im Einzel nach der Gundersen-Methode mit großem Rückstand nur auf Rang 48 ins Ziel. Nachdem er 2016 an keinen internationalen Wettkämpfen teilgenommen hatte, startete er im Januar 2017 wieder im Continental Cup, reihte sich allerdings erneut nur am Ende des Teilnehmerfeldes ein. Anfang Februar nahm er an der Winter-Universiade 2017 in Almaty teil, wo er zwar sowohl im Gundersen (18.) als auch im Massenstart (13.) bester Kasache war, jedoch gemeinsam mit seinen Landsmännern im Team nur den letzten Platz belegte. Wenige Wochen später stellte er sich als einziger Kasache in der Nordischen Kombination bei den Nordischen Skiweltmeisterschaften 2017 in Lahti erstmals der Weltspitze der Konkurrenz. Dieser Herausforderung war der damals 21-jährige noch nicht gewachsen und wurde so bei beiden Einzelwettkämpfen Letzter. An den Teamwettbewerben konnte er mangels Teampartner nicht teilnehmen. Im Sommer 2017 debütierte Rakparow im Grand Prix, wobei er an allen Stationen die Punkteränge deutlich verfehlte. In der Saison 2017/18 kam er diesen im Continental Cup zwar näher, musste den Winter letztlich aber erneut ohne Punktgewinne beenden.
Im Sommer 2018 startete Rakparow bei allen Wettbewerben im Grand Prix. Sein bestes Ergebnis erzielte er dabei mit Rang 33 in Planica, als er nur knapp 35 Sekunden hinter den Punkterängen rangierte. Auch zum Saisonauftakt 2018/19 zeigte er sich mit den Plätzen 35 und 39 in Steamboat Springs formverbessert, ehe er am 19. Dezember in Park City seine ersten beiden Continental-Cup-Punkte gewinnen konnte. Tags darauf gewann er weitere drei Punkte. Damit erzielte Rakparow die bis dato historisch besten Ergebnisse eines kasachischen nordischen Kombinierers. Bei den Nordischen Skiweltmeisterschaften 2019 in Seefeld erreichte er im Gundersen Einzel von der Großschanze mit knapp siebeneinhalb Minuten Rückstand den 51. Platz, ehe er von der gleichen Schanze gemeinsam mit Danil Gluchow im Teamsprint Vierzehnter wurde. Etwas besser verlief der Wettkampf von der Normalschanze und über 10 Kilometer, den er auf Rang 49 beendete. Die Weltmeisterschaften schloss er mit dem zwölften und letzten Platz im 4×5 km-Staffelwettbewerb ab. Im Winter 2019/20 blieb Rakparow punktlos und erzielte sein bestes Ergebnis mit dem 33. Rang im Massenstart in Park City. Nachdem die kasachischen Skisportler in der Saison 2020/21 aufgrund der COVID-19-Pandemie zunächst daran gehindert waren, an internationalen Wettbewerben teilzunehmen, stellten sie sich am ersten Februarwochenende bei den Wettbewerben im Continental Cup erstmals der Konkurrenz. Rakparow verpasste an beiden Wettkampftagen als 62. und 59. deutlich die Punkteränge. Bei den Nordischen Skiweltmeisterschaften 2021 in Oberstdorf belegte er in beiden Einzelwettkämpfen Rang 49 und wurde darüber hinaus im Team Zwölfter sowie im Teamsprint gemeinsam mit Maghschan Amankeldiuly Vierzehnter. Rakparow wurde bei allen vier Wettbewerben überrundet. Mitte März erreichte er beim Continental-Cup-Wochenende in Nischni Tagil an allen drei Wettkampftagen die Punkteränge und schloss die Saison auf dem 76. Platz der Gesamtwertung ab. Es war bis dato das beste Gesamtresultat eines Kasachen in dieser Wettkampfserie.
Auf nationaler Ebene gewann Rakparow mehrmals den Meistertitel. So wurde er im Mai 2018 im heimischen Almaty erstmals kasachischer Meister, ehe er wenige Monate später auch im Sommer den Meistertitel gewann. Darüber hinaus wurde er bei den kasachischen Sommermeisterschaften 2019 sowohl im Sprint als auch im Gundersen Einzel kasachischer Meister und gewann darüber hinaus Silber mit dem Team. Auch bei den Meisterschaften im Februar 2020 gewann er sowohl den Sprint als auch den Gundersen-Wettbewerb.

## Statistik

### Platzierungen bei Weltmeisterschaften
| Jahr und Ort    | Wettbewerb   | Wettbewerb   | Wettbewerb | Wettbewerb |
| Jahr und Ort    | Gundersen NS | Gundersen GS | Team       | Teamsprint |
| --------------- | ------------ | ------------ | ---------- | ---------- |
| 2017 Lahti      | 54.          | 53.          | –          | –          |
| 2019 Seefeld    | 49.          | 51.          | 12.        | 14.        |
| 2021 Oberstdorf | 49.          | 49.          | 12.        | 14.        |
| 2023 Planica    | 35.          | 36.          | –          | –          |

### Continental-Cup-Platzierungen
| Saison  | Platz | Punkte |
| ------- | ----- | ------ |
| 2018/19 | 89.   | 005    |
| 2020/21 | 76.   | 007    |
| 2021/22 | 86.   | 010    |
| 2022/23 | 46.   | 033    |
| 2023/24 | 40.   | 121    |